# Sentiments (album Julii Marcell)
Sentiments – album Julii Marcell wydany w 2014 roku. Zadebiutował na 21. miejscu zestawienia OLiS.

## Lista utworów
| 1.  | „Manners”          | 2:54  |
|     |                    |       |
| 2.  | „Dislocated Joint” | 3:35  |
|     |                    |       |
| 3.  | „Halflife”         | 3:22  |
|     |                    |       |
| 4.  | „Teachers”         | 3:26  |
|     |                    |       |
| 5.  | „Piggy Blonde”     | 4:22  |
|     |                    |       |
| 6.  | „Maryanna”         | 2:49  |
|     |                    |       |
| 7.  | „Twelve”           | 3:45  |
|     |                    |       |
| 8.  | „Cincina”          | 2:14  |
|     |                    |       |
| 9.  | „Lost My Luck”     | 3:40  |
|     |                    |       |
| 10. | „North Pole”       | 3:09  |
|     |                    |       |
| 11. | „Superman”         | 5:18  |
|     |                    |       |
|     |                    | 38:34 |
|     |                    |       |

## Nagrody i wyróżnienia
- „Polska Płyta Roku” według portalu Brand New Anthem: 1. miejsce[4]
- „Najlepsze polskie albumy 2014” według portalu UwolnijMuzykę: 1. miejsce[5]
- „Poland – Best Albums of 2014” według portalu Beehype: 3. miejsce[6]
- „Najlepsze polskie płyty 2014” według portalu T-Mobile Music: 7. miejsce[7]
- „Płyta roku 2014 – Polska” według Gazety Wyborczej: 14. miejsce[8]